# Сабрина Амо
Сабрина Амо (настоящее имя — Наталья Александровна Семёнова; род. 23 марта 1978 года, Улан-Удэ, БАССР, РСФСР, СССР) — российская рок-певица, автор песен, художница, писательница, политик, общественный деятель. Вокалистка и лидер поп-панк-группы «Аборт Мозга». Лидер Бурятского регионального отделения партии «Яблоко».

## Биография
Родилась 23 марта 1978 года в Улан-Удэ в семье потомственного военного, офицера внутренних войск, выпускника Ленинградского военно политического училища.
В школу поступила в городе Ангарск. Позже жила в городе Слуцке, Белорусской ССР РСФСР, после чего в начале 90-х годов семья уехала в Улан-Удэ. Участвовала в различных конкурсах самодеятельности, школьных олимпиадах. Параллельно занималась фигурным катанием и музыкой.
В 1993 году поступила в профессиональное училище № 2 в г. Улан-Удэ по специальности "швея-вышивальщица". В училище Наталья занималась танцами и писала стихи, участвовала в общественной жизни, играла на гитаре и выступала на мероприятиях училища.
В 1996 году она успешно закончила ПТУ, получила диплом и поступила в Бурятский государственный университет на юридический факультет.
В 1999 году на третьем курсе специально для фестиваля «Студенческая Весна» Наталья вместе с однокурсниками создала рок-группу. Но уже тогда она слушала «тяжёлую» музыку и встречалась с лидером группы Оргазм Нострадамуса Алексеем Фишевым. В итоге группа распалась, а Наталья продолжала сольно выступать со своими и чужими песнями на мероприятиях университета.
В конце марта 2001 года Сабрина разорвала отношения с Алексеем Фишевым и начала встречаться с гитаристом группы «Аборт Мозга», Романом Семёновым. Роман предложил ей занять место вокалистки и фронтвумен. Сабрина согласилась и взяла псевдоним «Сабрина Амо», имея в виду сокращение от «Аборт МОзга».
В 2003 году Сабрину официально разоблачает местная пресса. Параллельно музыке она становится главным редактором музыкального издания «Опухоль», которое освещает жизнь и творчество музыкальных коллективов.
В 2004 году Наталья и Роман вступили в законный брак, который продлился один год. Наталья в это время работала преподавателем юридических дисциплин в аграрном колледже. В 2004 году она поступила на факультет психологии Томского педагогического университета. Параллельно начала вести юридический блог в местной газете Информ Полис.
В 2005 г. Аборт Мозга приняли участие в международном фестивале «Панк-обстрел». В 2006 году коллектив продолжает выступать, готовит альбом и тур по странам Восточной Европы.
В 2007 г. бурятское отделение партии «Яблоко» предложило Сабрине баллотироваться в Государственную думу РФ, на что она согласилась и начала предвыборную кампанию.
В 2008 году газета «Вечерний Улан-Удэ» назвала Сабрину «Женщиной года». В то же время у Сабрины появился «клон». В этом же году она застраховала свой бюст на 500 тысяч рублей. После этого её бюст стал объектом инцидентов и освещения в прессе.
В 2010 году Сабрина снялась в откровенной фотосессии. В 2011 году начала помогать трудным подросткам, которые приходили к ней через фанатскую среду.
В марте 2012 года Сабрина стала членом молодёжной палаты города Улан-Удэ. Летом 2012 вышла замуж, а в ноябре родила сына.
После этого деятельность «Аборта Мозга» приостановилась, а Сабрина совместно с одним из лидеров группы «НеОН», Александром Ганькиным, создала электронный проект «Тишаны». В 2015 году у Тишан выходит альбом «Сознание», который получил массу неоднозначных рецензий.
В 2015 году Сабрина развелась с мужем ради продолжения музыкальной карьеры. В 2016 году попала в рейтинг самых сексуальных звезд республики Бурятия.
В ноябре этого же года Сабрина возобновила деятельность «Аборта Мозга» и выступила в Москве и Санкт-Петербурге на концертах, посвящённых памяти лидера группы «Оргазм Нострадамуса». Через два года вышел четвёртый альбом группы «Аборт Мозга» под названием «Мания».
По состоянию на 2018 год Сабрина занимается музыкой и работает психологом и специалистом в области детекции лжи, пишет мемуары.
В начале 2019 года Сабрина выпускает дебютную автобиографичную книгу под названием «Сделайте мне Аборт Мозга». В издание вошли, как мемуары, так и исторические материалы, собранные за 9 лет работы над книгой. В июне того же года заявила о своем желании возглавить региональное отделение партии Яблоко (партия) и принять участие в местных выборах.
В середине октября 2020 года анонсировала выпуск своей сольной пластинки под названием «Романтический Некроз». Дата релиза состоялась 1 ноября 2020 года.
Летом 2021 года выдвинула свою кандидатуру от партии и получила удостоверение кандидата в депутаты Госдумы, в которую она выдвинулась первым номером в территориальной группе общефедерального списка партии, где помимо местных общественных деятелей принял участие Сергей Зверев
В сентябре, после выборов совместно с другим общественным деятелем Бурятии - Алексеем Карнауховым устроила акцию "похорон выборов", которая вызвала огромный общественный резонанс по всей стране. По итогу, Наталье удалось отделаться штрафом

## Дискография

### Студийные альбомы
- 2003 — «Радуга»
- 2005 — «Костыль»
- 2007 — «Влечение»
- 2016 — «Сознание»
- 2017 — «Мания»
- 2020 — «Романтический некроз»

### Синглы
- 2008 — «На поражение»
- 2010 — «Не Люди»
- 2013 — «Пирсинг»
- 2016 — «Молилась»
- 2016 — «Надо Бороться!»
- 2018 — «На Троне»

### Видеоклипы
- 2009 — «Стерва»
- 2009 — «Чердаки-Подвалы»
- 2009 — «Утро Мертвецкой Пятки»
- 2009 — «Рискнуть»
- 2010 — «Рана Бытия»
- 2015 — «Пауки»
- 2016 — «Молилась»
- 2016 — «Пирсинг»
- 2016 — «Надо Бороться!»